# КОСАФА
КОСАФА (фр. Conseil des Associations de Football en Afrique Australe; порт. Conselho das Associações de Futebol da África Austral) — футбольная ассоциация Южной Африки. Входит в КАФ.

## Исполнительный комитет
В 2008 ежегодная генеральная ассамблея избрала новый состав Исполкома КОСАФА. Ранее комитет состоял из 14 членов; новый комитет теперь состоит из семи участников: президент, вице-президент и пять членов исполкома, а также главный операционный директор.
| Страна                         | Имя                            | Должность |
| Президент                      | Президент                      | Президент |
| ------------------------------ | ------------------------------ | --- |
| Сейшельские Острова            | Suketu Patel                   | - Президент Сейшельской футбольной федерации - Член исполнительного комитета КАФ.                                                                                      |
| Вице-Президент:                |                                | |
| Лесото                         | Advocate Salemane J Phafane KC | - Президент Футбольной ассоциации Лесото - Член комитета ассоциаций ФИФА - Комитет женского футбола КАФ - Комитет футзала - Председатель юридического комитета КОСАФА. |
| Главный операционный директор: |                                | |
| Южно-Африканская Республика    | Sue Destombes                  | |
| Члены:                         |                                | |
| Свазиленд                      | Timothy Shongwe                | - Вице-президент Национальной футбольной ассоциации Эсватини |
| Зимбабве                       | Wellington Nyatanga            | - Президент Футбольной ассоциации Зимбабве |
| Малави                         | Walter Nyamilandu-Manda        | - Президент Футбольной ассоциации Малави |
| Намибия                        | John Muingo                    | - Президент Футбольной ассоциации Намибии |
| Мозамбик                       | Faisel Sidaet                  | - Президент Мозамбикской федерации футбола |

## Члены КОСАФА
Все ассоциации, вошедшие в КОСАФА в 1997 году, являются основателями КОСАФА. Коморы — единственный член КОСАФА, также входящий в другую ассоциацию — Союз арабских футбольных ассоциаций. Реюньон (Реюньонская лига футбола) — единственный ассоциированный член КОСАФА.
| Страна              | Год  | Управляющий орган                           |
| ------------------- | ---- | ------------------------------------------- |
| Ангола              | 1997 | Ангольская федерация футбола                |
| Ботсвана            | 1997 | Футбольная ассоциация Ботсваны              |
| Замбия              | 1997 | Футбольная ассоциация Замбии                |
| Зимбабве            | 1997 | Футбольная ассоциация Зимбабве              |
| Коморы              | 2007 | Коморская федерация футбола                 |
| Лесото              | 1997 | Футбольная ассоциация Лесото                |
| Маврикий            | 2000 | Футбольная ассоцоация Маврикия              |
| Мадагаскар          | 2000 | Малагасийская федерация футбола             |
| Малави              | 1997 | Футбольная ассоциация Малави                |
| Мозамбик            | 1997 | Мозамбикская федерация футбола              |
| Намибия             | 1997 | Футбольная ассоциация Намибии               |
| Эсватини            | 1997 | Национальная футбольная ассоциация Эсватини |
| Сейшельские Острова | 2000 | Сейшельская футбольная федерация            |
| ЮАР                 | 1997 | Южноафриканская футбольная ассоциация       |

## Турниры
| Соревнование                                 | Год  | Чемпионы                 | Титулов | Второе место      | Следующее соревнование |
| -------------------------------------------- | ---- | ------------------------ | ------- | ----------------- | ---------------------- |
| Кубок КОСАФА                                 | 2021 | ЮАР                      | 5       | Сенегал           | 2022                   |
| Кубок КОСАФА среди молодёжных команд         | 2020 | Мозамбик                 | 1       | Намибия           | 2021                   |
| Кубок КОСАФА среди юношеских команд          | 2021 | Ангола                   | 1       | Замбия            | 2022                   |
| Женский кубок КОСАФА                         | 2021 | Танзания                 | 1       | Малави            | 2022                   |
| Женский кубок КОСАФА среди молодёжных команд | 2019 | Танзания                 | 1       | Замбия            | 2021                   |
| Женский кубок КОСАФА среди юношеских команд  | 2020 | Танзания                 | 1       | Замбия            | 2021                   |
| Женский клубный Кубок КОСАФА                 | 2021 | Мамелоди Сандаунс Лейдис | 1       | Блэк Райнос Куинз | 2022                   |
| Чемпионат КОСАФА по пляжному футболу         | 2022 | Сенегал                  | 1       | Египет            | неизвестно             |